# Vegreville
Vegreville è un comune (town) del Canada, situato in Alberta, nella divisione No. 10.